# Genesis I
A Genesis–1 az első kísérleti felfújható űrmodul, amelyet egy magáncég, az amerikai Bigelow Aerospace tervezett és épített meg. A hat–tíz kísérleti űreszköz első tagja. Indításkor 4,3 méter hosszú és 1,2 méter széles, pályára állás után kibontva 2,4 méter átmérőjű. Dnyepr hordozórakétával indult 2006. július 12-én. A Genesis–1 egy jövőbeli űrállomás kicsinyített prototípusa. A modul fedélzetén rovarok is voltak, így valószínűleg először voltak állatok az űrben egy magánrepülésen.

## Külső hivatkozások
- A Genesis-1 jelenlegi helyzete és pályaadatai
- Bigelow Orbital Module Launched into Space (2006. július 12.)
- Bigelow Releases First Images Inside Genesis (2006. július 25.)